# 千葉東インターチェンジ
千葉東インターチェンジ（ちばひがしインターチェンジ）は、千葉県千葉市中央区にある千葉東金道路のインターチェンジである。
千葉東JCTに併設されているが、東金方面への出入口しかないハーフインターチェンジとなっており、京葉道路とは連絡していない。

## 接続する道路
- E82千葉東金道路（1番）
- 国道16号（千葉バイパス）

## 周辺
- 千葉市都市緑化植物園
- 国道126号（東金街道）

## 隣
E82 千葉東金道路
(10)千葉東JCT - (1)千葉東IC - (2)大宮IC